# Noachis Terra

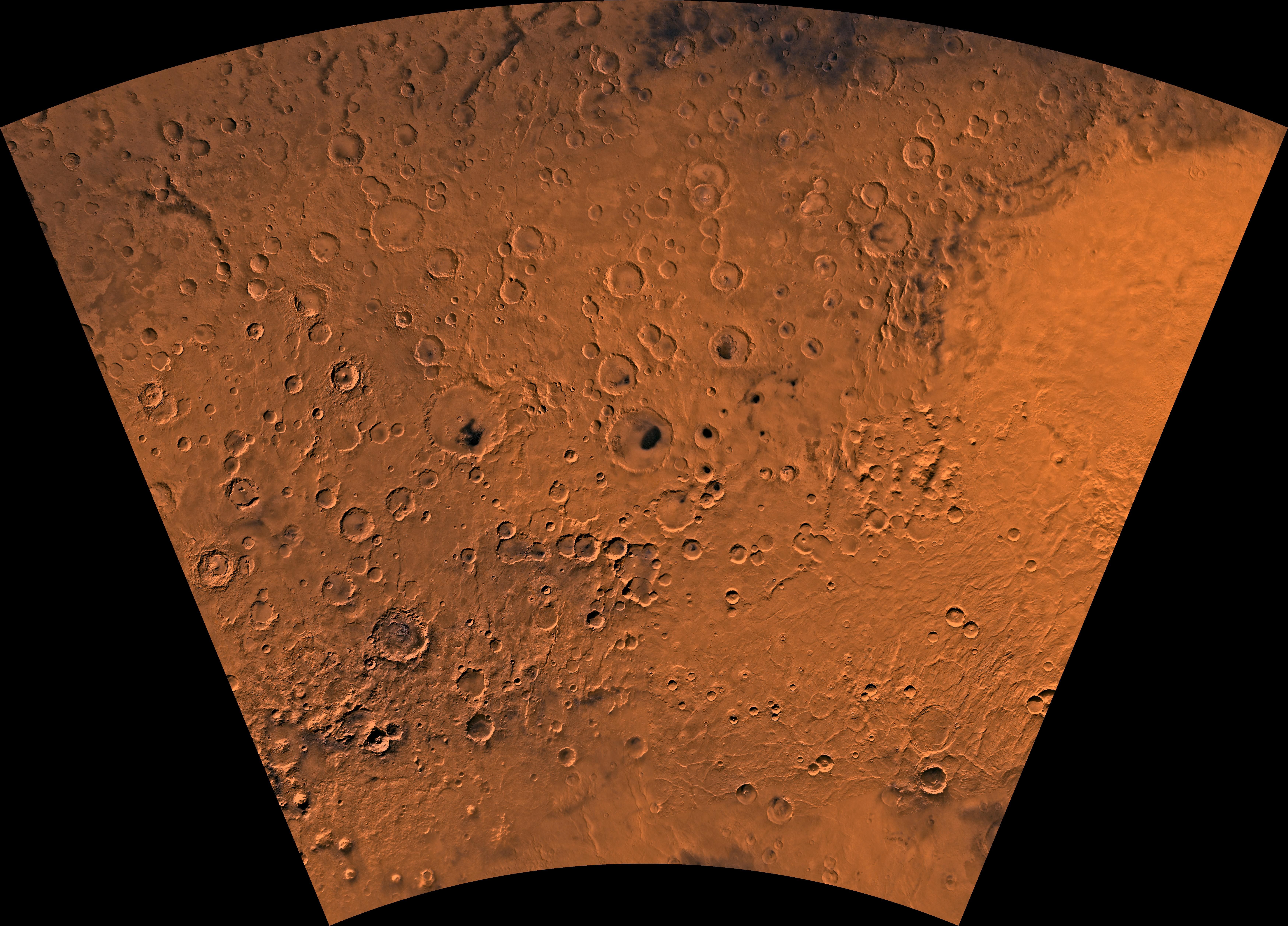
Imatge de la superfície de Mart (Noachis Terra).

Noachis Terra (literalment, "Terra de Noè") és una extensa massa de terra localitzada en l'hemisferi sud del planeta Mart. S'hi troba situada entre 20 i 80 graus de latitud sud, i entre 30º O i 30º E de longitud, al quadrangle Noachis.
El terme "Era Noeica" deriva d'aquesta regió.